# سووتسکویه (جمهوری آلتای)
سووتسکویه (به لاتین: Sovetskoye) یک منطقهٔ مسکونی در روسیه است که در جمهوری آلتای واقع شده‌است.